# Bovey Tracey
Bovey Tracey – wieś w Anglii, w hrabstwie Devon, w dystrykcie Teignbridge. Leży 18 km na południowy zachód od miasta Exeter i 268 km na zachód od Londynu. Miejscowość liczy 6929 mieszkańców.